# Michaël Brun
Michaël Brun (nacido 19 de septiembre de 1992) es un DJ, productor discográfico y estudiante de medicina haitiano, conocido por la mezcla EDM géneros como house progresivo con estilos haitianos nativos como  kompa  y  rara.  Lanzó uno de sus primeros sencillos en 2011, junto a Hardwell en Revealed Recordings. Más tarde pasó a trabajar con Dirty South, y Brun lanzó su debut' 'Gravity EP' 'en 2013. El EP alcanzó el número 2 en las listas de Beatport, directamente debajo de Avicii. En 2015, lanzó "See You Soon" que recibió más de 1.3. Millones de transmisiones en Spotify en sus primeras siete semanas, así como una colaboración con Roy English titulada "Tongue Tied July". Michael también es embajador de Paul Haggis  'Artista para la paz y la justicia' ', una organización sin fines de lucro que apoya programas en educación, salud y dignidad a través de las artes. Con frecuencia viaja a Haití donde es mentor de niños en su escuela,  The Audio Institute .
Fundó el sello discográfico Kid Coconut en 2014, que, más allá de los lanzamientos en solitario de Brun, "buscará exhibir y desarrollar artistas haitianos que, de lo contrario, no tendrían acceso a dicha exposición". = "BillboardFDS" /> Actualmente, con sede en Miami, Brun realiza giras con frecuencia, actuando en festivales como Coachella. En 2014 se convirtió en el primer haitiano en tocar en Ultra Music Festival, y también en 2014 fue nominado como Mejor Artista EDM del Mundo en el World Music Awards.

## Vida y educación tempranas
Michael Brun nació en 1992 en Port-au-Prince, Haití, de padre de pueblo haitiano haitiano y de madre [[guyanés [guyanés]] y también tiene chino ancestro. [cita requerida] Creciendo en Puerto Príncipe, fue expuesto a la música a temprana edad, recordando que "Crecí escuchando el Caribbean Sextet y Tabou Combo. Mi padre estaba en una banda llamada Skandal en los años 90. Estoy influenciado por todo lo que viene de casa. "Cuando aún era joven, también comenzó a aprender violín y guitarra. Cuando estaba en su adolescencia, comenzó a usar el software Virtual DJ para hacer lo que llamó "terribles mashups". En 2008, a los dieciséis años comenzó a tocar como un hobby.
También tuvo un interés inicial en ser médico, y en su adolescencia sería voluntario en hospitales locales. Asistió a Culver Military Academy en Indiana a través de un programa de becas, afirmando en 2014 que "lo que aprendí sobre disciplina era muy importante para la forma en que trabajo ahora. El programa estaba muy reglamentado. Realmente he mantenido toda esa mentalidad hasta ahora". He luego obtuvo una beca completa para asistir a Davidson College en Carolina del Norte, donde fue miembro de la Orden Alfa Kappa, capítulo de Sigma. Como estudiante de primer año, comenzó a estudiar hacia pre-med como estudiante principal, mientras trabajaba también en su producción musical.

## Carrera musical

### 2011: Primeros singles
El 29 de junio de 2011, Brun lanzó el sencillo de 4 pistas  Shades of Grey  en S2 Records. Con un estilo primordial como house progresivo, Brun lanzó "Dawn", en Revealed Recordings, en 21 de diciembre de 2011. También se lanzó una versión reeditada por Hardwell a través de Hardwell Productions. Escrito  Cartelera ' 'sobre la pista, es "un número de gran sala enérgica que obtuvo el apoyo de los mejores DJ y llamó la atención del artista australiano Dirty South". Dirty South contrató a Michael Brun para su sello Phazing Records poco después, lanzando el siguiente sencillo de Brun, "Rise". Brun también se unió a Dirty South en una gira en Miami.

### 2012-13:Gravity EPy remixes
En 2012, continuó trabajando con Phazing Records de Dirty South, lanzando "Rift" junto con Dirty South, así como la pista "Synergy" con características especiales.
Brun lanzó su debut  Gravity EP  en septiembre de 2013. El EP alcanzó el número 2 en los gráficos Beatport, directamente debajo de Avicii. También en el otoño de 2013, remezcla canciones para artistas como Alicia Keys, Calvin Harris y Armin van Buuren. En octubre de 2013 actuó en la fiesta posterior para TomorrowWorld, entre otros conciertos.

### 2014: Touring, Kid Coconut imprint
En marzo de 2014, se convirtió en el primer haitiano en tocar en Ultra Music Festival. The 'New Times' 'escribió que "su escenario principal canalizó la energía de la cultura rara a través del sonido de house progresivo". En los próximos meses también tuvo encabezó conciertos en clubes de Nueva York y Miami, como Pacha. A principios de agosto de 2014 actuó en el Moonrise Festival en Baltimore.Ese año también actuó en la carpa del Sahara en Coachella, y fue nominado como Mejor Artista EDM del Mundo en World Music Awards.
En julio de 2014 se le pidió que compilara una lista de reproducción para Billboard Magazine, con Brun seleccionando EDM y música caribeña del catálogo de su nuevo sello discográfico, "Kid Coconut". En agosto de 2014, Brun lanzó el sencillo " Zenith, "que fue el primer lanzamiento en" Kid Coconut ". Un mes después, el sencillo "Sun In Your Eyes" también se publicó en "Kid Coconut".

### 2015: "See You Soon", "Tongue Tied July", remixes y Kid Coconut
En junio de 2015, Michael lanzó "See You Soon" en su sello "Kid Coconut". La pista fue elegida como BPM Breaker en Sirius XM.
Después de "See You Soon", Michael lanzó una colaboración con Roy English titulada "Tongue Tied July", que entró en las pruebas Beta BPM en SiriusXM.
En 2015, Michael Brun incrementó su actividad en giras con apariciones en clubes importantes, como Create  (Los Angeles CA) , Temple  (San Francisco CA) , Union Nightclub  (Toronto ON) , Story  (Miami FL) , así como una aparición en el festival Billboard Hot 100 Festival, donde se presentó junto a artistas como Justin Bieber, The Weeknd y Skrillex.

### 2016: "Wherever I Go", "Todo lo que siempre he querido" y Lista de reproducción de Spotify de Haitian Heat
En enero de 2016, Michael lanzó "Wherever I Go", una colaboración con el Instituto de audio de Artists for Peace and Justice. Luego se embarcó en su primera gira por Norteamérica, titulada  Wherever I Go Tour , seguido de la creación de Wherever I Festival Go en Puerto Príncipe, Haití.
En agosto de 2016, lanzó su colaboración con Louie para XOXO de Netflix, titulada "All I Ever Wanted".
En octubre de 2016, anunció  Haitian Heat , una lista de reproducción de música haitiana creada en colaboración con Spotify.

### 2017: "Gaya", remixes y "Easy On My Love"
En enero de 2017, Michael lanzó "Gaya" en colaboración con el colectivo de música de raíces haitianas, Lakou Mizik, y el artista pop haitiano J. Perry. Siguió "Gaya" con remixes para OneRepublic, Maxwell, Kesha, Major Lazer y FLETCHER. Más tarde lanzó "Easy On My Love" en diciembre de 2017.

## Estilo y equipamiento
Michael Brun mezcla una variedad de géneros de EDM en sus sonidos, aunque está clasificado principalmente como house progresivo. También ha hecho referencia a los géneros nativos de Haití como influencias importantes de su sonido, por ejemplo, kompa. Explica Brun, "Kompa es como el equivalente haitiano de la salsa, una música romántica muy bailable con un toque de zouk. La trampa toca un ritmo muy específico, como ta-kata. Todas las islas tienen su estilo de baile característico, y ese es nuestro . "También incorpora el estilo nativo de rara, que el  Miami New Times  describe como "música de rally que incorpora ritmos infecciosos, llamada y respuesta, y melodías simples y pegadizas sopladas a través de vuvuzelas y tubas hechas en casa".

## Vida personal
A finales de 2013, Brun vive en Miami.
- Datos: Q11778323
- Multimedia: Michael Brun / Q11778323